# Cornhill Magazine
«Корнхилл» (англ. «Cornhill Magazine») — литературный журнал викторианской эпохи, название которого образовано от улицы «Корнхилл» в Лондоне, на которой располагалась редакция журнала.
Журнал «Корнхилл» был основан Джорджем Мюрреем Смитом в 1860 году и выходил в свет вплоть до 1975 года. Это издание публиковало статьи на различные темы, а также романы в нескольких частях. Смит надеялся, что его основной аудиторией станут читатели аналогичного журнала Чарльза Диккенса «All the Year Round», поэтому в 1859 году, в качестве главного редактора пригласил знаменитого английского прозаика Уильяма Теккерея. В журнале вышли его «Ловел, вдовец» («Lovel the Widower», 1860), «Филипп и Заметки о разных разностях» («Roundabout Papers», 1860—1863) — серия очерков, написанных с великолепной лёгкостью и демонстрирующих мудрую зрелость его взглядов на жизнь. Два года спустя Теккерей оставил журнал и приступил к новому роману, «Дени Дюваль» («Denis Duval», 1864). Роман не был закончен — писатель умер в Лондоне 24 декабря 1863 года.
Издание стало феноменально успешным. Публикуемые романы зачастую сопровождались иллюстрациями. Среди авторов таких иллюстраций были: Джордж Дюморье, Эдвин Генри Лэндсир, Фредерик Лейтон и Джон Милле.

## Опубликованные сочинения
- «Framley Parsonage» — Энтони Троллоп
- «Жёны и дочери» — Элизабет Гаскелл
- «Белый отряд» и «Сообщение Хебекука Джефсона» — Артур Конан Дойль
- «Кольцо и книга» — Роберт Браунинг
- «Титон» — Альфред Теннисон
- «Washington Square» — Генри Джеймс
- «Эмма» — Шарлотта Бронте
- «Ромола» — Джордж Элиот
- «Вдали от обезумевшей толпы» — Томас Харди
- «Последнему, что и первому» — Джон Рёскин
- «Armadale» — Уилки Коллинз
- «Дом на дюнах», «Окаянная Дженет» — Р. Л. Стивенсон